# 山下貴光 (競馬)
山下 貴光（やました たかみつ、1971年9月15日 - ）は、地方競馬の佐賀競馬場濱田一夫厩舎に所属した元騎手。勝負服の柄は黄、緑二本輪。福岡県出身。血液型B型。

## 来歴
1989年地方競馬騎手免許を取得。同年10月21日ミホヒメで初騎乗。同年12月25日シヨウエンパワーで優勝し、初勝利。
1998年1月4日第18回佐賀競馬3日目第9競走第12回ニューイヤーカップをオースミキングで優勝（10頭立て1番人気）し、重賞初制覇。
2000年8月13日第3回小倉競馬2日目第9競走筑後川特別でエゾノシュンランに騎乗し、中央競馬初騎乗（10頭立て10番人気7着）。
2004年地方競馬通算500勝達成。
高崎競馬場廃止にともない、移籍してきた濱田一夫厩舎に所属を変更。
2009年地方競馬通算700勝達成。
2014年引退した。
地方通算成績は9466戦960勝・2着1068回・3着1054回・勝率10.1%・連対率21.4%
中央競馬2戦0勝

## 主な騎乗馬
- オースミキング（1998年ニューイヤーカップ）
- アラマサリアル（1998年佐賀場外オープン記念天山賞）
- スマノハピネス（1999年九州アラブグランプリ）
- グレートケンザン（1999年佐賀金盃）
- トチノグレイス（2001年・2002年九州アラブ王冠賞）
- ニシケンシーザー（2001年荒尾記念）
- エフケーフィル（2009年吉野ヶ里記念）
- エーティーランボー（2013年韓国岳賞）
- シムーン（2014年佐賀弥生賞）
- ビレッジオブベスト（2014年カンナ賞）